# Angostura trifoliata
Angostura trifoliata är en vinruteväxtart som först beskrevs av Bild., och fick sitt nu gällande namn av T. S. Elias. Angostura trifoliata ingår i släktet Angostura och familjen vinruteväxter. Inga underarter finns listade i Catalogue of Life.